# Coryphaenoides hoskynii
Coryphaenoides hoskynii es una especie de pez de la familia Macrouridae en el orden de los Gadiformes.

## Morfología
• Los machos pueden llegar alcanzar los 41 cm de longitud total.

## Hábitat
Es un pez de aguas profundas que vive entre 2.300-2.820 m de profundidad.

## Distribución geográfica
Se encuentra en el Océano Índico: Bahía de Bengala y al oeste del Mar de Arabia.